# Michael Engleman
Pour les articles homonymes, voir Engleman.
Michael Engleman (né le 20 mai 1958 à Sonoma en Californie) est un coureur cycliste américain. Professionnel de 1987 à 1998, il a été champion des États-Unis du critérium en 1993. Il a fait partie de l'équipe des États-Unis aux championnats du monde sur route à plusieurs reprises et s'est classé huitième  du championnat du monde du contre-la-montre de 1995.

## Palmarès
- 1987
  - 8e étape de la Coors Classic
  - 4e étape du Vulcan Tour
  - 10e de la Coors Classic
- 1988
  - 14e étape de la Coors Classic
- 1989
  - 2e du championnat des États-Unis sur route
- 1990
  - Cascade Classic :
    - Classement général
    - 1re et 2e étapes
- 1991
  - Bob Cook Memorial
  - Thrift Drug Classic
  - 1re et 6e étapes de la Cascade Classic
  - Herald Sun Tour :
    - Classement général
    - 8e (contre-la-montre) et 13e étapes

  - Tour de Bisbee :
    - Classement général
    - 4e étape

  - 2e de la Cascade Classic
  - 3e du Tour du Limousin
- 1992
  - Bob Cook Memorial
  - Prologue de la Cascade Classic
  - Coire-Arosa
  - Tour of the Adirondacks
  - Nevada City Classic
  - 2e du Tour de Bisbee
  - 3e de la Cascade Classic
  - 3e de la Coors Classic
- 1993
  -  Champion des États-Unis du critérium
  - Bob Cook Memorial
  - 1re étape de la Cascade Classic
  - Killington Stage Race :
    - Classement général
    - Prologue, 1re étape

  - 1re étape du Tour de la Willamette
  - 2e de l'USPro Criterium Championship
  - 2e de la West Virginia Classic
- 1994
  - Cascade Classic
  - Bob Cook Memorial
  - Killington Stage Race :
    - Classement général
    - Prologue et 2e étape

  - 2e de la Nevada City Classic
  - 2e du Tour de Toona
  - 3e du championnat des États-Unis sur route
- 1995
  - Nevada City Classic
  - Fitchburg Longsjo Classic
  - Bob Cook Memorial
  - Cascade Classic :
    - Classement général
    - 2e étape

  - Tour de Toona :
    - Classement général
    - 3e étape (contre-la-montre)

  - Prologue de la Killington Stage Race
  - 8e du championnat du monde du contre-la-montre
- 1997
  - 3e de la Killington Stage Race
- 1998
  - Nevada City Classic
  - 2e de la Colorado Classic